# Bistra (Silistra)
Bistra (Bulgaars: Бистра) is een dorp in het noorden van Bulgarije. Zij valt onder het administratieve bestuur van de gemeente Alfatar in de oblast Silistra. Bistra ligt 4 km ten noorden van Alfatar, 32 km ten zuiden van Silistra en 351 km ten oosten van Sofia. Op 31 december 2019 telde het dorp 384 inwoners.

## Bevolking
Op 31 december 2019 telde het dorp 384 inwoners. Het bevolkingsaantal is sinds 2001 vrij stabiel gebleven. In 1956 telde het dorp echter een recordaantal van 902 inwoners. Sinds 1956 is de bevolking dus langzaam maar geleidelijk afgenomen. De inwoners zijn vooral Roma (55,6%) en Bulgaarse Turken (37,5%).
De grootste leeftijdscategorie bestaat uit kinderen tot 5 jaar (38 personen), gevolgd door inwoners tussen de 25-29 jaar (30 personen). In totaal zijn er 96 kinderen jonger dan 15 jaar geregistreerd (25%), terwijl er 46 inwoners van 65 jaar of ouder waren (12%).
| Etnische samenstelling van de respondenten (2011) | Etnische samenstelling van de respondenten (2011) | Etnische samenstelling van de respondenten (2011) | Etnische samenstelling van de respondenten (2011) | Etnische samenstelling van de respondenten (2011) |
| ------------------------------------------------- | ------------------------------------------------- | ------------------------------------------------- | ------------------------------------------------- | ------------------------------------------------- |
|                                                   |                                                   |                                                   |                                                   |                                                   |
| Bulgaren                                          | Bulgaren                                          |                                                   | 0,0%                                              | 0,0%                                              |
| Turken                                            | Turken                                            |                                                   | 37,5%                                             | 37,5%                                             |
| Roma                                              | Roma                                              |                                                   | 55,6%                                             | 55,6%                                             |
| Anders/Onbekend                                   | Anders/Onbekend                                   |                                                   | 6,9%                                              | 6,9%                                              |